# Søvnproblemer
Søvnproblemer er almindelige symptomer, hvor ens søvn ikke er, som den bør være. Søvnproblemer kan deles ind i 2 slags; Insomni og hypersomni. Ved insomni mangler man søvn og ved hypersomni sover man for meget.
Konsekvenserne af manglende eller dårlig søvn, kan godt være til at overskue hvis ikke det foregår over en længere periode. Men hvis man kommer i søvnunderskud over længere tid, kan det få alvorlige konsekvenser for den fysiske og mentale sundhed.
Manglende søvn over en længere periode kan nedsætte immunforsvaret og øge risikoen for; infektioner, lavere metabolisme, overvægt, diabetes 2, irritabelt humør, koncentrationsbesvær, psykiske sygdomme(fx depression og angst), hjerteproblemer, fremskynde udviklingen af Alzheimers -og i sin yderste konsekvens forårsage en for tidlig død.
For børn kan manglende søvn have en negativ konsekvens for barnets udvikling og hvis der er tale om søvnbesvær hos barnet, kan det være hensigtsmæssigt at iværksætte visse tiltag for at forbedre søvnen. Det kan være nedgearing før sengetid, mindske stimuli i løbet af dagen, massage og tryk på led og muskler eller introduktion af en tyngdedyne, som dæmper barnets motoriske uro og giver lettere indsovning og færre opvågninger i løbet af natten.